# باري بيشوب
باري بيشوب (بالإنجليزية: Barry Bishop)‏ هو سياسي أسترالي، ولد في 31 أغسطس 1938. انتخب عضو المجلس التشريعي الفيكتوري.